# Rex Leech
Rex Leech è un personaggio immaginario nell'Universo DC. Comparve per la prima volta in Adventures of Superman n. 502 nel luglio 1993 e, per un certo periodo, fu anche un personaggio di supporto nella serie di fumetti dedicata a Superboy.

## Biografia del personaggio
Rex fu introdotto dopo la morte di Superman. Fu utilizzato da Vincent Edge della WGBS per reclutare nuovi super criminali da far combattere contro Superboy (Vinny desiderava degli ascolti televisivi da record). In cambio, Rex sarebbe stato il solo rappresentante di Superboy. Superboy era restio a fare di Rex il suo manager, dato che gli fu fatta l'offerta da Lex Luthor II, finché non incontrò la figlia di Rex, Roxy, che gli svenne davanti. Rex volle assicurarsi i diritti esclusivi sul nome e simbolo di "Superman" e non fu contento quando il vero Superman si fece vivo e Superboy volle vendergli il suo nome e il suo simbolo. Rex si occupò del compromesso, tuttavia, ed in cambio il Ragazzo doveva utilizzare ufficialmente il nome ed il simbolo di Superboy (solo a patto e condizione che metà dei proventi sarebbero stati donati in beneficenza). Il denaro in questione era inizialmente una forte somma, che mise Superboy in condizione di divenire una super star dei media.
Dopo di ciò, Rex mise in moto il Superboy's World Tour. Il tour ebbe termine alle Hawaii, dove Superboy decise di rimanere e divenire l'eroe locale. Rex spinse il merchandising di Superboy al limite, finanziando addirittura una serie televisiva basata sul Ragazzo (che tra l'altro non venne mai mandata in onda in quanto era troppo violenta). Rex perse un sacco di soldi in investimenti errati, e il Ragazzo spese una grande ammontare di denaro nell'acquisto di un locale sgangherato in un'area remota delle Hawaii che soprannominò "Il Composto". Sfortunatamente, questo significò che Rex non poté restituire il denaro prestatogli da Mr. Gamboni, a cui doveva una forte somma. Così, Gamboni inviò Copperhead a dargli la caccia. Copperhead decise di risparmiargli la vita in cambio di quella di sua figlia, ma sfortunatamente per lui, Superboy comparve in tempo per salvare la sua vita e quella di Roxy.

## Poteri e abilità
Rex Leech è un abile uomo d'affari ed un oratore veloce. I suoi talenti coprono l'area dell'intrattenimento di gestione, della promozione incrociata e del diritto d'autore.